# Hmong (ètnia)
|  | No s'ha de confondre amb Mon (poble). |

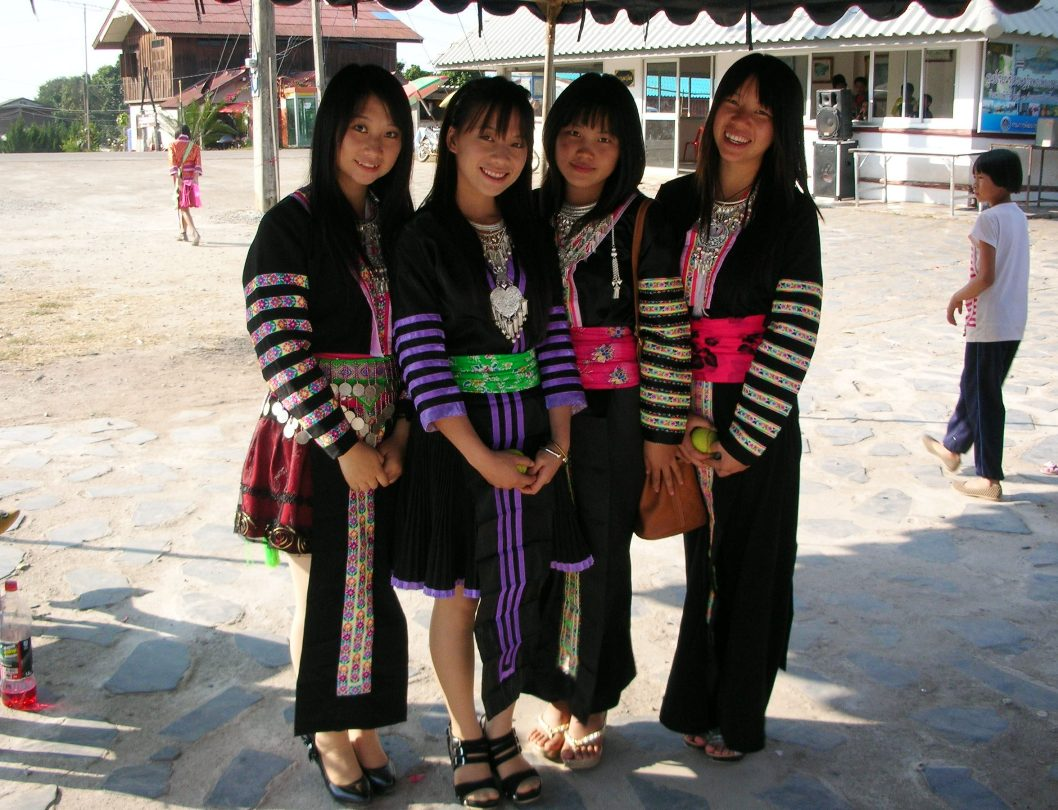
Xiquetes Hmong a les muntanyes de Phi Pan Nam, nord de Tailàndia

Els Hmong (o Mong) són un grup ètnic asiatic de les regions muntanyenques de la Xina, Vietnam, Laos, i Tailàndia. Els Hmong són també un subgrup dels Meo (苗族) al sud de la Xina.

## Història
Grups de Hmong van fer una migració gradual cap al sud al segle xviii per motius polítics i en cerca de més terra cultivable.
Gran part dels Hmong lluitaren contra el Pathet Lao, moviment comunista que es troba actualment al poder, durant la guerra civil de Laos. Després de la victoria del Pathet Lao el 1975 desenes de milers de Hmong varen cercar asil polític a Tailàndia. Un grup important d'aquests refugiats polítics arribaren també als Estats Units i en menors nombres a Austràlia, França, la Guaiana francesa i el Canadà. Uns quants varen tornar a Laos en programes de repatriació de l'ONU.
Actualment la situació encara no ha estat resolta i hi ha uns 8.000 refugiats Hmong que romanen a Tailàndia, principalment a l'Isaan en camps no gaire lluny de la frontera amb Laos.

## Nomenclatura
Els Hmong tenen els seus propis termes per expressar la seva subdivisió cultural lingüística, "Hmong Blancs" (Hmong Der) i "Hmong Verds" (Hmong Leng).
Des de 1949, Meo és el terme oficial a la Xina per descriure una de les 55 minories oficialment reconegudes. Els Meo de la Xina viuen principalment a les províncies de Guizhou, Hunan, Yunnan, Sichuan, Guangxi, Hainan, Guangdong, Hubei, i per tota la Xina.